# هرنه (تگزاس)
هرنه، تگزاس(به انگلیسی: Hearne, Texas) شهری در ایالت تگزاس از ایالات جنوبی ایالات متحده آمریکا است. در سرشماری سال ۲۰۰۰، جمعیت این شهر ۴۶۹۰ نفر اعلام شد.